# Istruzione in Belgio
L'istruzione in Belgio è per la maggior parte finanziata e regolamentata dalle tre comunità: quella francofona, quella fiamminga e quella di lingua tedesca.
Le scuole sono di tre tipi:
1. Scuole di proprietà delle tre comunità (Fiandre, Bruxelles e Vallonia)
2. Scuole pubbliche sovvenzionate, gestite da province e comuni
3. Scuole private sovvenzionate, gestite dalla chiesa cattolica

L'obbligo scolastico dura dai 6 ai 18 anni.

## Storia
In passato ci sono stati conflitti tra scuole statali e scuole cattoliche, e le dispute se quest'ultimo dovrebbe essere finanziata dal governo. Del 1958 c'è stato un accordo dei tre grandi partiti politici per porre fine questi conflitti.
Nel 1981, a seguito di una riforma, molti compiti che spettavano allo stato vennero trasferiti alle tre comunità. Infatti oggi ogni comunità (fiamminga, francofona e tedesca) ha un proprio ministro dell'istruzione.
Nella regione di Bruxelles, essendo bilingue (francese e fiammingo), ha le scuole gestite sia dal ministro dell'istruzione fiammingo, sia dal ministro dell'istruzione francofono.

## Scuola Primaria
La scuola primaria belga dura sei anni e si divide in tre bienni chiamati cicli.
Di solito le lezioni iniziano alle 8:30 e finiscono intorno alle 15:30.
Mercoledì pomeriggio, il sabato e la domenica sono liberi.
Mentre lezioni mattutine spesso si concentrano sulla lettura, scrittura e matematica di base, le lezioni pomeridiane di solito sono su altri argomenti come la biologia, la musica, religione, storia e le attività manuali.

## Scuola Secondaria
A 12 anni, al conseguimento della licenza elementare, si passa alla scuola secondaria. Come la scuola primaria, anche la scuola secondaria è composta di sei anni suddivisi in tre bienni chiamati cicli. Il primo ciclo fornisce una base di carattere generale, con solo poche materie tra cui scegliere (per esempio latino, matematica o tecnologia). Ciò dovrebbe consentire agli studenti di orientarsi nel modo più adatto per i molti corsi differenti disponibili in fase di seconda e terza. Il secondo ciclo e il terzo sono molto più specifici in ciascuna delle direzioni possibili. Mentre gli alunni più giovani possono scegliere al massimo due o quattro ore alla settimana, quelli più grandi hanno la possibilità di scegliere tra diversi "menu", come Scienze e Matematica, Sociologia, Lingue o Latino e Greco. Essi sono quindi in grado di modellare la maggior parte del tempo che trascorrono a scuola. Tuttavia alcune lezioni di base sono obbligatorie, come ad esempio madrelingua corso, sport, ecc .. Questo mix tra una lezione obbligatoria e facoltativa raggruppate nei menu permettono di mantenere strutture di classe anche per gli studenti più grandi.
La scuola secondaria belga si divide in 4 indirizzi:
- Indirizzo generale: questo indirizzo prevede l'insegnamento di materie classiche e scientifiche
- Indirizzo tecnico
  - Arti Applicate
  - Economia
  - Industria ed Elettronica
  - Scienze Applicate
  - Servizi Sociali
- Indirizzo Artistico
- Indirizzo Professionale
  - Edilizia
  - Agronomia
  - Arti Applicate
  - Economia
  - Industria
  - Servizi Sociali